# Stenocercus lache
Stenocercus lache — вид ігуаноподібних ящірок родини Tropiduridae. Ендемік Колумбії.

## Поширення і екологія
Stenocercus lache мешкають в горах Східного хребта Колумбійських Анд, в департаментах Бояка і Сантандер. Вони живуть на високогірних луках парамо, на висоті від 2908 до 4000 м над рівнем моря. Відкладають яйця в період з липня по вересень.